# بخش بویو
بخش بویو (به لاتین: Boyo) یک منطقهٔ مسکونی در کامرون است که در منطقه شمال غربی (کامرون) واقع شده‌است. بخش بویو ۱٬۵۹۲ کیلومتر مربع مساحت و ۱۶۹٬۷۲۵ نفر جمعیت دارد.